# Pilsen 3

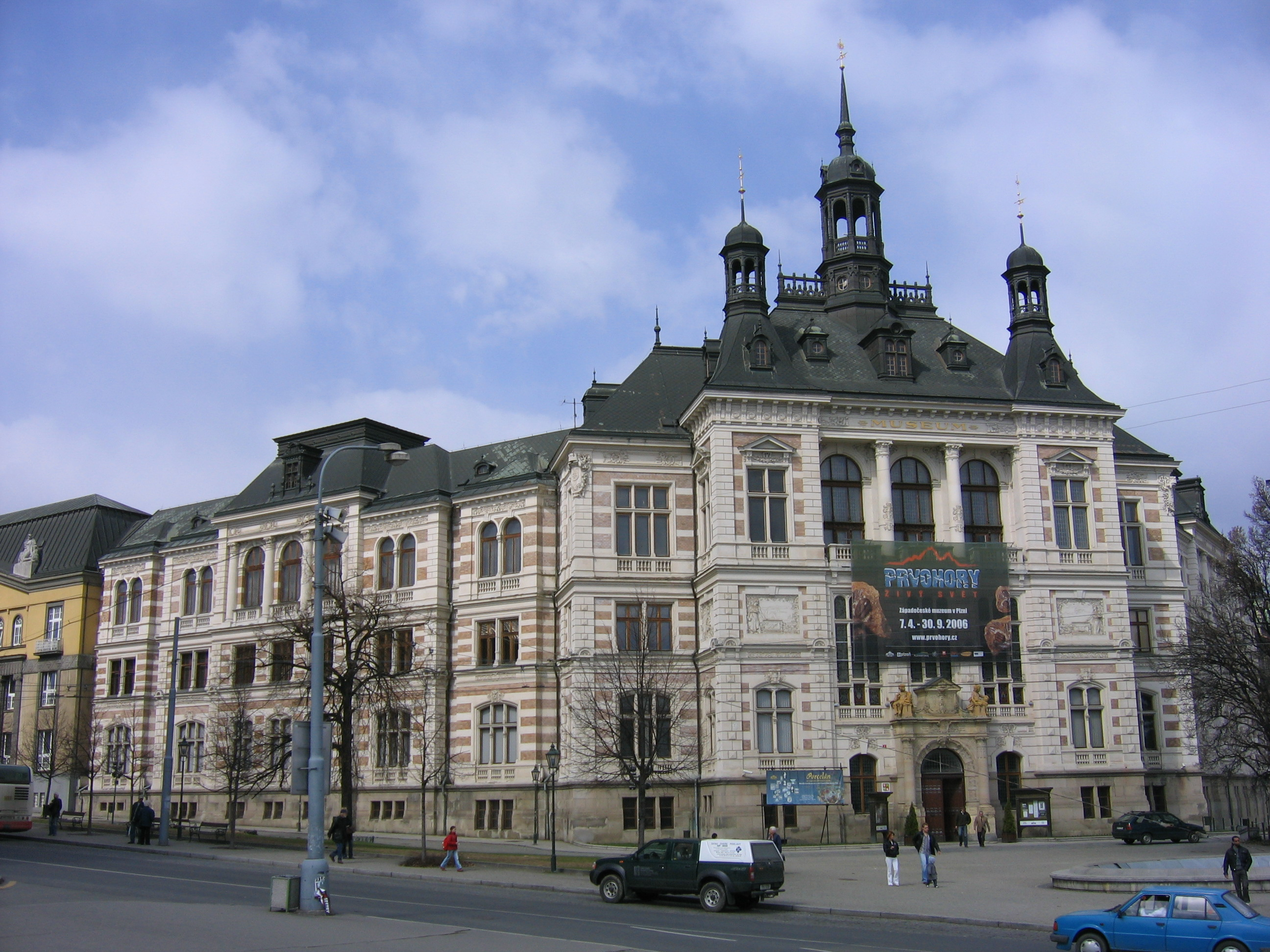
Het Westboheems Museum van Pilsen, vlak bij het náměstí Republiky.

Pilsen 3, ook bekend onder de naam Bory, is het grootste en belangrijkste van de 10 stadsdistricten van de Tsjechische stad Pilsen. De historische binnenstad maakt deel uit van het district, evenals de gebouwen van de Westboheemse Universiteit. Het district is op te delen in negen stadsdelen, namelijk Doudlevce, Jižní Předměstí (Tsjechisch voor Zuidelijke Buitenwijk), Litice (gedeeltelijk), Nová Hospoda, Radobyčice, Skvrňany, Valcha, Vnitřní Město (Binnenstad) en Východní Předměstí (Oostelijke Buitenwijk).

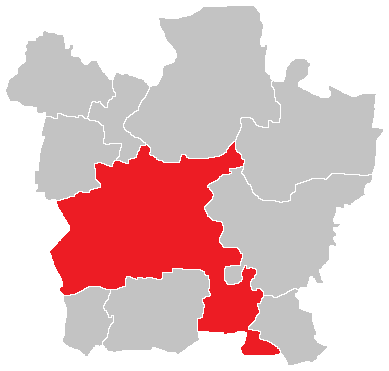
De locatie van Pilsen 3

Pilsen 3 heeft een oppervlakte van 35,08 vierkante kilometer, met een inwoneraantal van 50.987. De burgemeester (starosta) heet Jiří Strobach.
In het noordoosten van het district komen de rivieren Radbuza en Mže samen, deze gaan hier verder als de Berounka tot aan Praag. Bij de samenkomst van de rivieren staat het Stadion města Plzně, het voetbalstadion van FC Viktoria Pilsen. Niet ver van deze plaats ligt het centrale plein van de stad, het náměstí Republiky (Plein van de Republiek). Aan dit 139 bij 193 meter grote plein staat de kathedraal van Pilsen, de St. Bartholomeüskathedraal. Ook niet ver hiervandaan staat de Grote Synagoge. Ook de meeste andere bezienswaardigheden van Pilsen zijn gevestigd in Bory, bijvoorbeeld het Josef-Kajetán-Tyl-Theater en het Westboheems Museum van Pilsen.
Pilsen 1 · Pilsen 2 · Pilsen 3 · Pilsen 4 · Pilsen 5 · Pilsen 6 · Pilsen 7 · Pilsen 8 · Pilsen 9 · Pilsen 10